# المدرع (الدوادمي)
المدرع، هي قرية من فئة (ب) تقع في محافظة الدوادمي، والتابعة لمنطقة الرياض في السعودية. وتبعد المدرع عن محافظة الدوادمي بمسافة تقارب (70) كم.